# Czarna Góra (ośrodek narciarski)
Ośrodek Narciarski Czarna Góra – kompleks tras narciarskich i nartostrad położony na północno-wschodnich stokach Czarnej Góry (1205 m n.p.m.) i Żmijowca (1153 m n.p.m.) w bezpośredniej okolicy wsi Sienna na ziemi kłodzkiej (powiat kłodzki, województwo dolnośląskie). Powstał w 1996.
W skład kompleksu wchodzi:
- wyprzęgana 6 osobowa kolej linowa Luxtorpeda na Czarną Górę o długości 1370 m i różnicy wzniesień 380 m
- 4 osobowa kolej linowa Żmija na Żmijowiec o długości 1100 m i różnicy wzniesień 270 m
- 4 osobowa kolej linowa Efka o długości 380 m i różnicy wzniesień 60 m
- 6 wyciągów talerzykowych (1100 do 157 m długości),
- 9 tras narciarskich (w tym 7 w całości naśnieżanych)
- 5 polan narciarskich (wszystkie naśnieżane, 4 oświetlone)

Ośrodek od sezonu 2016 ma profesjonalne oświetlenie trasie stoku B-FIS.
Trasa A jest jedną z kilkunastu tras zjazdowych w Polsce o czarnym stopniu skali trudności.

## Trasy zjazdowe
| Trasa                | Stopień trudności | Długość | Różnica wzniesień | Naśnieżanie | Oświetlenie |
| -------------------- | ----------------- | ------- | ----------------- | ----------- | ----------- |
| A                    | Trudna            | 1600    | 380               | Tak         |             |
| B FIS                | Średnio trudna    | 1680    | 380               | Tak         | Tak         |
| C FIS                | Średnio trudna    | 1250    | 270               | Tak         |             |
| D FIS                | Średnio trudna    | 1250    | 270               | Tak         |             |
| E                    | Średnio trudna    | 1050    | 230               |             |             |
| F FIS                | Średnio trudna    | 1020    | 230               |             |             |
| G                    | Łatwa             | 230     | 68                | Tak         |             |
| H                    | Łatwa             | 200     | 68                | Tak         |             |
| I                    | Łatwa             | 350     | 55                | Tak         | Tak         |
| J                    | Łatwa             | 400     | 55                | Tak         | Tak         |
| K                    | Łatwa             | 450     | 60                | Tak         | Tak         |
| L                    | Łatwa             | 450     | 60                | Tak         | Tak         |
| M                    | Łatwa             | 450     | 75                | Tak         | Tak         |
| N                    | Łatwa             | 260     | 35                | Tak         |             |
| Dojazdowa            | Dojazdowa         | 3000    |                   |             |             |
| Bartusiowa polana    | Łatwa             | 420     | 55                | Tak         | Tak         |
| Jędrusiowa polana    | Łatwa             | 200     | 35                | Tak         | Tak         |
| Saneczkowa polana    | Łatwa             | 100     | 10                | Tak         |             |
| Misiowa polana       | Łatwa             | 100     | 15                | Tak         | Tak         |
| Czarodziejska polana | Łatwa             | 200     | 68                | Tak         |             |
| Łączniki             |                   | 2500    |                   |             |             |

## Koleje i wyciągi
| Numer | Nazwa      | Typ       | Długość | Różnica wziesień | Przepustowość |
| ----- | ---------- | --------- | ------- | ---------------- | ------------- |
| I     | Luxtorpeda | 6-osobowa | 1370    | 380              | 3000          |
| II    | Żmija      | 4-osobowa | 1100    | 270              | 2400          |
| III   | Proca      | talerzyk  | 870     | 230              | 850           |
| IV    | Baba       | talerzyk  | 210     | 35               | 600           |
| V     | Jaga       | talerzyk  | 200     | 35               | 800           |
| VI    | Bartuś     | talerzyk  | 370     | 55               | 800           |
| VII   | Efka       | 4-osobowa | 380     | 60               | 2400          |
| VIII  | Biba       | talerzyk  | 360     | 70               | 800           |
| IX    | Jędruś     | talerzyk  | 180     | 35               | 600           |